# Idris Elba
Idrissa Akuna Elba OBE (Londres, 6 de setembro de 1972) é um ator, produtor, diretor e músico britânico. Ele é conhecido por papéis, incluindo Stringer Bell na série The Wire da HBO, DCI John Luther na série Luther da BBC, e Nelson Mandela no filme biográfico Mandela: Long Walk to Freedom (2013). Ele foi indicado quatro vezes ao Globo de Ouro de melhor ator em minissérie ou telefilme, ganhando um, e foi nomeado cinco vezes para o Primetime Emmy Award.
Elba apareceu em American Gangster (2007) e Prometheus (2012) de Ridley Scott. Elba interpretou Heimdall em Thor (2011) e suasa sequências Thor: The Dark World (2013) e Thor: Ragnarok (2017), bem como Avengers: Age of Ultron (2015) e Avengers: Infinity War (2018). Ele também estrelou Pacific Rim (2013), Beasts of No Nation (2015), pelo qual recebeu indicações ao Globo de ouro e BAFTA de Melhor Ator Coadjuvante, e Molly's Game (2017). Em 2016, ele dublou o chefe Bogo em Zootopia, Shere Khan na adaptação live action/CGI de O Livro da Selva, Fluke em Finding Dory e desempenhou o papel de Krall em Star Trek Beyond. Ele fez sua estreia na direção em 2018 com uma adaptação do romance de 1992 Yardie de Victor Headley. Em 2021, ele retratou Bloodsport em The Suicide Squad, ambientado no Universo Estendido DC.
Além de atuar, Elba se apresenta como DJ sob o apelido de DJ Big Driis (ou Big Driis the Londoner) e como músico de R&B. Em 2016, ele foi nomeado na lista Time 100 das pessoas mais influentes do mundo. Em maio de 2019, seus filmes arrecadaram mais de $ 9,8 bilhões na bilheteria global, incluindo mais de $ 3,6 bilhões na América do Norte, onde ele é um dos 20 atores de maior bilheteria.

## Inicio de vida
Idrissa Akuna Elba nasceu em 6 de setembro de 1972 no bairro londrino de Hackney, filho de Winston, um homem da Serra Leoa que trabalhava na fábrica da Ford Dagenham, e Eve, uma ganense. Os pais de Elba se casaram em Serra Leoa e mais tarde se mudaram para Londres. Elba foi criado em Hackney e East Ham, e encurtou seu primeiro nome para "Idris" na escola em Canning Town, onde começou a se envolver com atuação. Ele credita The Stage em dar a ele sua primeira grande chance, tendo visto um anúncio de uma peça nele; ele fez o teste e conheceu seu primeiro agente enquanto atuava no papel. Em 1986, ele começou a ajudar um tio com seu negócio de DJ de casamento; dentro de um ano, ele começou sua própria empresa de DJs com alguns de seus amigos.
Elba deixou a escola em 1988 e ganhou um lugar no National Youth Music Theatre após uma bolsa do The Prince's Trust de £1.500. Para se sustentar entre os papéis no início de sua carreira, ele trabalhou em empregos estranhos, incluindo montagem de pneus, ligações frias e turnos noturnos na Ford Dagenham. Ele estava trabalhando em boates sob o apelido de DJ "Big Driis" durante sua adolescência, mas começou a fazer testes para papéis na televisão em seus vinte e poucos anos.

## Carreira

### Televisão
O primeiro papel de Elba foi em reconstruções de assassinato de Crimewatch e em 1994 ele apareceu em um drama infantil da BBC chamado The Boot Street Band. Em 1995, ele conseguiu seu primeiro papel significativo em uam série chamada Bramwell, um drama médio ambientado na Inglaterra de 1890. Ele interpretou um personagem central em um episódio da 1ª temporada, um ladrão africano chamado Charlie Carter, que perdeu sua esposa no parto e teve que descobrir como sustentar sua filha recém-nascida. Seu primeiro papel nomeado chegou no início de 1995, quando ele foi escalado como um gigolô no episódio "Sex" de Absolutely Fabulous. Muitos papéis coadjuvantes na televisão britânica se seguiram, incluindo séries como The Bill e The Ruth Rendell Mysteries. Ele se juntou ao elenco da novela Family Affairs e passou a aparecer na série de televisão Ultraviolet e mais tarde em Dangerfield.[carece de fontes?] Ele decidiu se mudar para Nova York logo depois. Ele voltou à Inglaterra ocasionalmente para um papel na televisão, como um papel em The Inspector Lynley Mysteries. Em 2001, Elba interpretou Aquiles em uma produção teatral de Troilo e Créssida na cidade de Nova York.
Depois de uma participação coadjuvante em um episódio de Law & Order em 2001, Elba conseguiu um papel principal no seriado dramático da HBO em 2002, The Wire. De 2002 a 2004, Elba interpretou Russel "Stringer" Bell na série, tralvez seu papel mais conhecido nos Estados Unidos. Em 2005, ele interpretou o capitão Augustin Muganza em Sometimes in April, um filma da HBO sobre o genocídio em Ruanda. Elba apareceu no especial Black Men: The Truth de 2007 da BET. Ele apareceu como Charlie Gotso no The No. 1 Ladies' Detective Agency, filmado em Botswana. A série estreou em 23 de março de 2008, Domingo de Páscoa, na BBC One, recebendo 6,3 milhões de telespectadores e 27% da audiência.
Em janeiro de 2009, foi relatado pela Variety que Elba interpretaria Charles Miner, um novo rival do gerente regional de Dunder Mifflin, Michael Scott(Steve Carell) para o The Office da NBC. Elba apareceu em um arco de história de seis episódios mais tarde na temporada de 2009, bem como no final da temporada. Em setembro de 2009, ele assinou um contrato para estrelar como o papel principal nas seis partes da série de televisão da BBC Luther, que foi ao ar em maio de 2010. Ele apareceu no Showtime The Big C em 2010. No 69º Globo de Ouro transmitido em 15 de janeiro de 2012, Elba ganhou o prêmio de melhor ator em uma série, minissérie ou filme feito para a televisão por seu papel na série de suspense da BBC, Luther.
Em abril de 2018, foi anunciado que Elba havia sido escalado como Charlie na série de comédia da Netflix, Turn Up Charlie. Ele estreou em 15 de março de 2019 e foi cancelado após uma temporada. Ele também criou e estrelou a comédia semiautobiográfica In the Long Run.

### Filmes

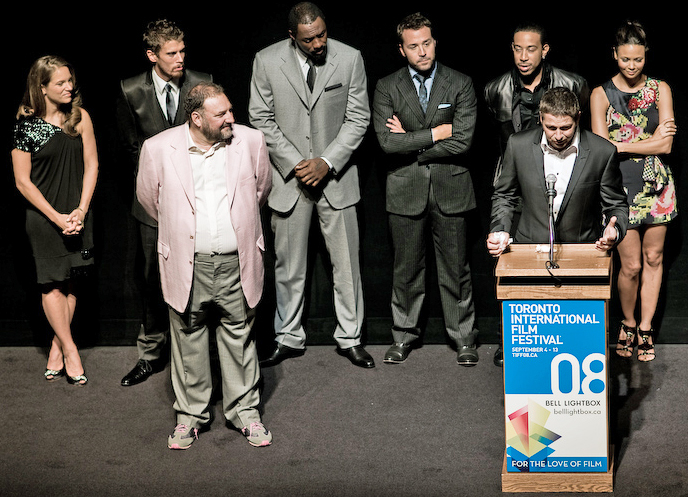
Elba (fila de trás, centro') com o elenco de RocknRolla no Festival Internacional de Cinema de Toronto de 2008

Em 2007, Elba assinou como papel principaldo filme Daddy's Little Girls, interpretando Monty, um mecânico operário que se apaixona por um advogado que o ajuda a obter a custódia de seus filhos e encontra o relacionamento e suas esperanças de custódia ameaçados por o retorno de sua ex-esposa. Ele aparecem em 28 Weeks Later (2007) e This Christmas (2007), que arrecadou quase $ 50 milhões de bilheteria em 2007. Em 2008, ele estrelou o filme de terror Prom Night e RocknRolla, filme de gangster de Londres de Guy Ritchie. Em 2009, ele estrelou o filme de terror The Unborn e em Obsessed, um thriller que o teve ao lado de Beyoncé. Este último foi um sucesso de bilheteria, arrecadando US $ 29 milhões em seu fim de semana de estreia.
O próximo filme de Elba foi Legacy (2010), no qual ele retratou um soldado que retorna ao Brooklyn após uma missão fracassada na Europa Oriental, onde empreendeu uma jornada em busca de vingança. Ele estrelou a adaptação de Dark Castle de The Losers, da DC/Vertigo, sob a direção de Sylvain White, no papel de Roque, o segundo no comando de uma equipe de black-ops em busca de vingança contra um governo que os fez mal. As filmagens ocorreram em Porto Rico e o filme foi lançado em abril de 2010. Elba apareceu no thriller Takers (2010). Ele interpretou Heimdall no filme de Kenneth Branagh, Thor (2011) (baseado no super herói da Marvel Comics de mesmo nome).

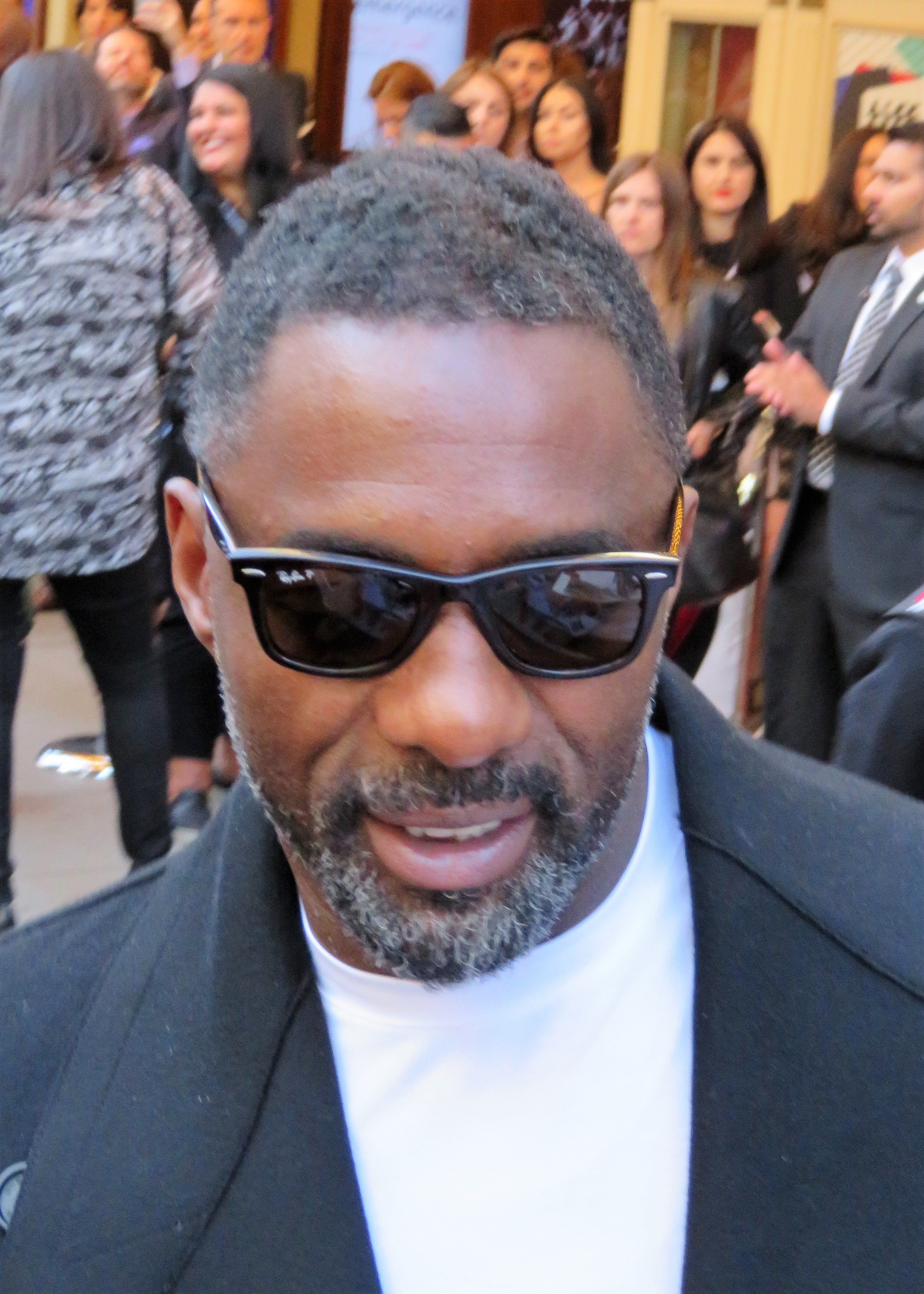
Elba na estreia de Molly's Game, Festivel Internacional de Cinema de Toronto de 2017

Em agosto de 2010, Elba se inscreveu para retratar o personagem-título em uma reinicialização da franquia de filmes Alex Cross, de James Patterson. No entanto, em fevereiro de 2011, ele foi substituído por Tyler Perry. Em Ghost Rider: Spirit of Vengeance (2011), a sequência de Ghost Rider (2007), Elba interpretou um monge guerreiro alcoólatra com a tarefa de encontrar o personagem-título. Em fevereiro de 2012, Elba confirmou que interpretaria Nelson Mandela no filme Mandela: Long Walk to Freedom, que é baseado em sua autobiografia. Como parte de sua preparação para o papel, Elba passou uma noite trancado em uma cela sozinho na Ilha Robben, onde Mandela estava preso. Seu desempenho lhe rendeu uma indicação ao Globo de Ouro de Melhor Ator - Drama Cinematográfico.
Em junho de 2012, Elba interpretou o capitão Janek em Prometheus, de Ridley Scott. Ele se juntou ao elenco do filme Pacific Rim (2013) no papel de Stacker Pentecost. Ele reprisou seu papel como Heimdall em Thor: The Dark World em 2013. Em janeiro de 2014, ele confirmou que estrelaria uma adaptação cinematográfica de Luther. Em 2014, ele estrelou em No Good Deed como um assassino em série psicopata vingativo.
Em 2015, Elba apreceu como Heimdall no blockbuster de super-heróis Avengers: Age of Ultron, dirigido por Joss Whedon. Elba também estrelou ao lado de Abraham Attah no filme Beasts of No Nation, que estreou em cinemas selecionados e no Netflix. Ele recebeu uma indicação ao Globo de Ouro de Melhor Performance de Ator Coadjuvante em qualquer Filme, bem como uma indicação ao BAFTA de Ator Coadjuvante na categoria Cinema. Em 2016, teve várias vozes: o chefe de polícia búfalo do cabo, chefe bogo, na Zootopia da Disney, ao lado de Ginnifer Goodwin e Jason Bateman; o vilão tigre Shere Khan em The Jungle Book (2016), uma adaptação live-action do filme de animação de 1967 de mesmo nome, dirigido por Jon Favreau; e leão marinho Fluke em Finding Dory da Pixar, ao lado de Ellen DeGeneres e Albert Brooks, tanto reprisando seus papéis de Finding Nemo (2003). Também naquele ano, ele interpretou o principal antagonista, Krall, na sequência Star Trek Beyond. Em 2017, ele interpretou Roland Deschain na adaptação cinematográfica de Stephen King, The Dark Tower, e estrelou na estreia de direção de Aaron Sorkin, Molly's Game, ao lado de Jessica Chastain. Em 2019, Elba estrelou como o vilão Brixton em Fast & Furious Presents: Hobbs & Shaw, um spin-off da franquia The Fast and the Furious, e interpretou Macavity na adaptação cinematográfica de Tom Hooper do musical de Andrew Lloyd Webber, Cats. Em 2021, Elba retratou o mercenário Robert "Milton" DuBois/Bloodsport em The Suicide Squad de James Gunn. Elba foi recentemente escalado como a voz de Knuckles no próximo filme Sonic the Hedgehog 2, uma sequência do filme Sonic the Hedgehog, ele próprio baseado na franquia de mesmo nome.

### Música

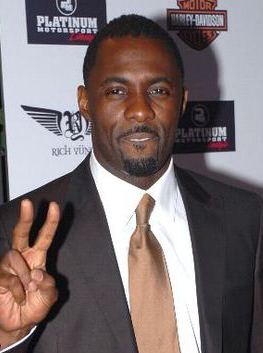
Elba no American Music Awards em 2007

Elba apareceu em vídeos musicais para Fat Joe (2002), Angie Stone (2004) e rapper Giggs (2010). Em 2006, ele gravou o EP Big Man de quatro cançoes para a Hevlar Records. Ele co-produziu e atuou na introdução do álbum American Gangster (2007) de Jay-Z.[carece de fontes?] Ele foi DJ nas festas All Star da NBA de 2007 no The Venetian e Ice House Lounge em Las Vegas.
Em julho de 2009, Elba foi DJ da atual série Rising Icons da BET. Elba anunciou o lançamento de seu primeiro single "Please Be True". Na edição de agosto de 2009 da revista Essence, ele anunciou o nome de seu EP de seis canções como Kings Between Kings. Ele lançou seu EP High Class Problems Vol. 1 no Reino Unido em fevereiro de 2010, pelo qual ganhou muitos prêmios, incluindo uma indicação ao Billboard Music Awards.
Em 2011, ele se apresentou na introdução do álbum W.A.R de Pharoahe Monch. No ano seguinte, ele co-dirigiu e atuou no videoclipe de Mumford & Sons para "Lover of the Light".
Em 2014, ele produziu "The Rebellious Soul Musical", de K. Michelle que estreou no VH1 em 19 de agosto de 2014. Em maio, Elba participou do single "Step Into the Shadows" de Mr Hudson. O Mr Hudson também produziu seu álbum Idris Elba Presents mi Mandela, que foi lançado em novembro de 2014. Ele também participou do remix do grupo musical ganense, o single "Selfie" do VVIP junto com o rapper nigeriano Phyno lançado em 12 de setembro de 2014 e vídeo lançado no YouTube em 11 de abril de 2015.
Elba fez um rap para o segundo álbum da banda de Noel Fielding e Sergio Pizzorno, os Loose Tapestries. Elba também fez rap em um remix de "Shutdown" de Skepta, que foi carregado em 1 de junho de 2015 para o SoundCloud. Em 17 de agosto, uma canção foi lançada em que Elba apareceu no single "Confidential" do cantor nigeriano D'banj, apresentando o rapper serra-leoneso Shadow Boxer com o vídeo carregado no YouTube em 20 de agosto. Em novemtro de 2015, Elba abriu para Madonna durante sua Rebel Heart Tour em Berlim, Alemanha. Elba também fez parte do álbum This Unruly Mess I've Made (2016) de Macklemore & Ryan Lewis.
Em julho de 2018, ele lançou sua gravadora, 7Wallace Music. Elba se apresentou no Coachella Valley Music and Arts Festival em abril de 2019. Em 2019, ele participou da faixa "Boasty" do artista britânico de grime, Wiley. Elba também aparece no videoclipe "Boasty", entregando seu verso em uma mansão que inclui um set de filmagem. Em 2019, Elba aparece na canção "London Boy" de Taylor Swift, de seu sétimo álbum de estúdio, Lover. A introdução da música mostra um trecho de uma entrevista e Elba. Em abril de 2020, Elba colaborou com o produtor Jay Robinson na faixa "Know Yourself", lançada no Mau5trap.
Em 2020, depois de ouvir o single de estreia do cantor canadense Emanuel, "Need You", Elba teve a ideia de um videoclipe compilado de clipes de pessoas compartilhando coisas que as ajudavam a lidar com a pandemia de COVID-19. Elba foi creditado como diretor criativo do vídeo, e está sendo creditado como produtor executivo do próximo álbum de estreia de Emanuel.

### Outros trabalhos

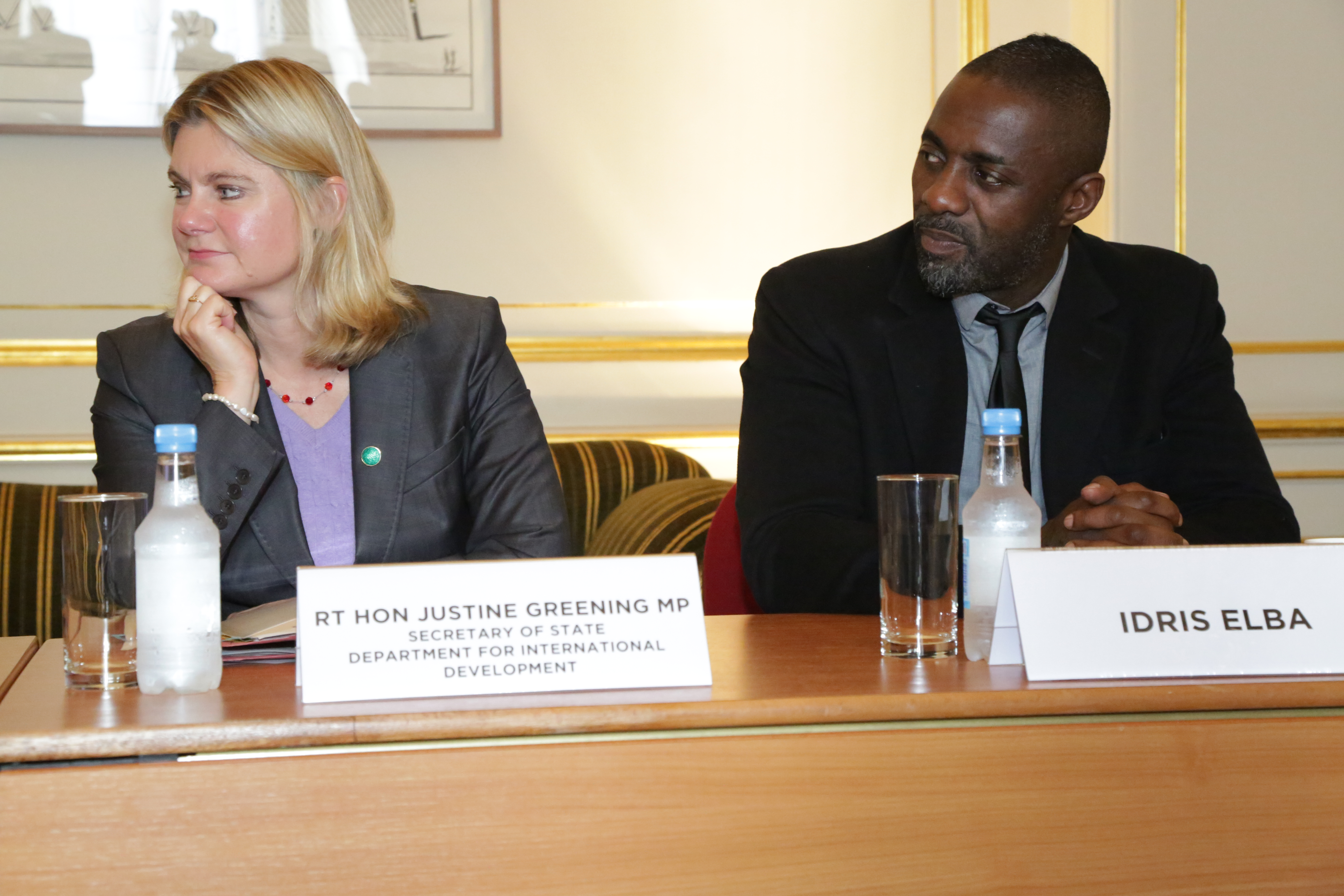
Elba e a ministra britânica Justine Greening em uma reunião com representantes da diáspora na conferência 'Defeating Ebola in Sierra Leone' em Londres, outubro de 2014

Em outubro de 2014, Elba apresentou a série Journey Dot Africa com Idris Elba na BBC Radio 2, explorando todos os tipos de música africana. Elba também apareceu em vários comerciais de televisão para box-sets Sky em 2013, 2014, 2015, 2016 e 2019. Elba colaborou com o Parlamento do Reino Unido em seus esforços para erradicar o Ebola da África Ocidental, trabalhando ao lado da Secretária de Estado do Reino Unido para o Desenvolvimento Internacional Justine Greening em 2014. Elba criou uma colaboração com a marca de moda britânica Superdry, que foi lançada no final de novembro de 2015.
Em janeiro de 2016, Elba se dirigiu ao Parlamento do Reino Unido a respeito da preocupação com a falta de diversidade na tela. Afirmando: 'A mudança está chegando, mas está demorando muito', ele falou sobre a falta de diversidade em relação à raça, gênero e sexualidade.
Elba sediou o The Best FIFA Football Awards 2017 no London Palladium em 23 de outubro de 2017. Durante o show, ele tirou uma selfie do "melhor time do mundo", que incluía Lionel Messi, Cristiano Ronaldo e Neymar.
Ele teve a ideia de desenvolver a música de seu álbum Idris Elba Presents mi Mandela em um show, que acabou resultando em uma peça chamada Tree, que estreou no Manchester International Festival em 2019. No entanto, a autoria da peça foi contestada. Em 2 de julho  de 2019, o The Guardian publicou uma história descrevendo como os escritos Tori Allen-Martin e Sarah Henley alegaram ter sido retirados da produção sob o que eles descreveram como circustâncias questionáveis. Os dois escritos trabalharam no projeto por quatro anos seguindo uma abordagem de Elba pedindo-lhes para desenvolver sua ideia para um musical baseado no álbum, no qual Allen-Martin também havia colaborado. Kwame Kwei-Armah juntou-se ao projeto em maio de 2018 e reescreveu parte do material. Na época de sua estreia, Tree foi anuncioado como "criado por Idris Elba e Kwame Kwei-Armah". Allen-Martin e Henley descreveram sua contribuição criativa como tendo incluído pesquisa e escrita do roteiro, bem como surgindo com o título da peça, e que epois de ser removida, eles foram ameaçados com uma ação legal se tornassem a público a história. Elba e Kwei-Armah publicaram refutações do relato dos escritos sobre o que aconteceu no Twitter.
Atualmente, ele assinou um contrato com a Apple para produzir conteúdo original por meio de sua produtora Green Door Pictures. Em janeiro de 2021, foi relatado que as empresas de Elba e sua esposa, Sabrina Dhowre, seria desenvolver um Afrofuturismo adulto animado, e sci-fi, série provisoriamente intitulado Dantai, por Crunchyroll, o que seria certa de um tempo quando a biotecnologia "criou uma lacuna cada vez maior entre os que têm e os que não têm".
Em 2022, Idris Elba foi um dos apresentadores do sorteio que definiu os grupos da Copa do Mundo no Catar.

### Kickboxing
Discovery Channel produziu um documentário, Idris Elba: Fighter, narrando o treinamento de 12 meses de kickboxing e MMA de Elba sob o comando do técnico de Muay Thai Kieran Keddle, culminando na primeira luta profissional de Kickboxing de Elba - e vitória - contra Lionel Graves, um oponente holandês mais jovem e mais experiente, no York Hall de Londres.
| \| Data \| Resultado \| Oponente \| Evento \| Local \| Método \| Round \| Tempo \| Record \| \| 28 de agosto de 2016 \| Vitória \| Lionel Graves \| Road to Glory UK \| Londres, Reino Unido \| TKO \| 1 \| N/A \| 1–0 \| Legenda: Vitória Derrota Draw/No contest Notas |           |               |                  |                      |        |       |       |        |
| Data | Resultado | Oponente      | Evento           | Local                | Método | Round | Tempo | Record |
| 28 de agosto de 2016 | Vitória   | Lionel Graves | Road to Glory UK | Londres, Reino Unido | TKO    | 1     | N/A   | 1–0    |

## Vida pessoal
Elba foi casado três vezes: primeiro com Hanne "Kim" Nørgaard (1999 a 2003) e depois com Sonya Nicole Hamlin (por quatro meses em 2006). Ele tem dois filhos: uma filha com Nørgaard e um filho com a ex-namorada Naiyana Garth. Elba começou um relacionamento com a modelo somali-canadense Sabrinca Dhowre no início de 2017. O casal ficou noivo em 10 de fevereiro de 2018, durante uma exibição de seu filme Yardie em um cinema do leste de Londres. Eles se casaram em 26 de abril de 2019 em Marraquexe.
Elba afirmou que ele é espiritual, mas não religioso. Ele é um torcedor ávido do Arsenal. Em 2015, como parte de sua minissérie do Discovery Channel, Idris Elba: No Limits, Elba quebrou o recorde de velocidade em terra para o curso Pendine Sands "Flying Mile".
O Prince's Trust, uma instituição de caridade jovem do Reino Unido fundada pelo Príncipe Charles em 1976, que Elba credita por ter ajudado a iniciar sua carreira, o nomeou como seu embaixador anti-crime em abril de 2009. Ele expressou apoio a um voto para permanecer na União Europeia para o referendo de adesão à União Europeia do Reino Unido de 2016.
Em 16 de março de 2020, Elba disse que tinha testado positivo para COVID-19 em meio à pandemia. Sua esposa também testou positivo para o vírus. Durante o período de quarentena, ele observou que sofreu de asma por toda a vida, o que o colocava na categoria de alto risco da doença. Em 31 de março, Elba anunciou que ele e sua esposa haviam atingido o período de quarentena de quinze dias.
Em março de 2021, participou juntamente com outras 66 celebridades, designers e políticos britânicos da criação de uma carta aberta publicada nas mídias sociais para pedir ao presidente de Gana que se engajasse mais na proteção da comunidade LGBT no país. Elba tem ascendência ganesa por parte de mãe.

## Prêmios e honras
Em 2013, Elba foi nomeado o homem mais sexy do ano da Essence e, em 2018, ele foi nomeado o homem mais sexy do mundo pela revista People. Em outubro de 2014, Elba foi agraciado com o Prêmio Mobo Inspiration.
Elba foi nomeado Oficial da Ordem do Império Britânico (OBE) nas homenagens de Ano Novo de 2016 por seus serviços prestados ao teatro. Em 2017, Elba ganhou o título masculino para o prêmio "Rear of the Year" na Grã-Bretanha.
Em setembro de 2018, ele foi uma das 50 pessoas nomeadas por "tornar Londres incrível" e ajudar a moldar a paisagem cultural de Londres que aparecem na Time Out para marcar o 50º aniversário da revista. Nas edições de 2020 e 2021 da Powerlist, Elba foi listado no Top 100 da pessoas mais influentes do Reino Unido de ascendência africana/afro-caribenha.
| Ano  | Trabalho                                             | Prêmio                                                                                              | Resultado |
| ---- | ---------------------------------------------------- | --------------------------------------------------------------------------------------------------- | --------- |
| 2005 | The Gospel                                           | Prêmio Black Reel de Melhor Ator                                                                    | Indicado  |
| 2005 | Sometimes in April                                   | Prêmio Black Reel de Melhor Ator: Filme/TV a Cabo                                                   | Indicado  |
| 2005 | Sometimes in April                                   | Prêmio NAACP Image de Melhor Ator em Filme para Televisão, Mini-Série ou Especial Dramático         | Indicado  |
| 2007 | Daddy's Little Girls                                 | Prêmio BET de Melhor Ator                                                                           | Indicado  |
| 2007 | American Gangster                                    | Prêmio Screen Actors Guild por Melhor Desempenho de um Elenco em um Filme                           | Indicado  |
| 2008 | This Christmas, American Gangster e 28 Weeks Later   | Prêmio BET de Melhor Ator                                                                           | Indicado  |
| 2009 | RocknRolla e The Unborn                              | Prêmio BET de Melhor Ator                                                                           | Indicado  |
| 2009 | Obsessed                                             | Prêmio NAACP Image de Melhor Ator em um Filme                                                       | Indicado  |
| 2010 | The Losers                                           | Prêmio BET de Melhor Ator                                                                           | Venceu    |
| 2010 | Takers                                               | Prêmio Black Reel de Melhor Conjunto                                                                | Indicado  |
| 2010 | Luther                                               | Prêmio Globo de Ouro de Melhor Ator - Minissérie ou Filme para Televisão                            | Indicado  |
| 2011 | Takers                                               | Prêmio NAACP Image de Melhor Ator Coadjuvante em um Filme                                           | Indicado  |
| 2011 | Takers e Luther                                      | Prêmio BET de Melhor Ator                                                                           | Venceu    |
| 2011 | Luther                                               | Prêmio NAACP Image de Melhor Ator em Filme para Televisão, Mini-Série ou Especial Dramático         | Venceu    |
| 2011 | The Big C                                            | Prêmio Primetime Emmy de Melhor Ator Convidado em Série de Comédia                                  | Indicado  |
| 2011 | Luther                                               | Prêmio Globo de Ouro de Melhor Ator - Minissérie ou Filme para Televisão                            | Venceu    |
| 2011 | Luther                                               | Primetime Emmy Award de Melhor Ator Principal em Minissérie ou Filme                                | Indicado  |
| 2011 | Luther                                               | Prêmio Satellite de Melhor ator - Minissérie ou Filme para Televisão                                | Indicado  |
| 2012 | Luther                                               | Prêmio Black Reel de Melhor Ator: TV a cabo / filme                                                 | Venceu    |
| 2012 | Luther                                               | Primetime Emmy Award de Melhor Ator Principal em Minissérie ou Filme                                | Indicado  |
| 2012 | Thor, Ghost Rider: Spirit of Vengeance e Luther      | Prêmio BET de Melhor Ator                                                                           | Indicado  |
| 2014 | Mandela: Long Walk to Freedom                        | Prêmio Globo de Ouro de Melhor Ator - Drama Cinematográfico                                         | Indicado  |
| 2014 | Mandela: Long Walk to Freedom e Thor: The Dark World | Prêmio BET de Melhor Ator                                                                           | Indicado  |
| 2014 | Luther                                               | Prêmio Globo de Ouro de Melhor Ator - Minissérie ou Filme para Televisão                            | Indicado  |
| 2014 | Luther                                               | Prêmio NAACP Image de Melhor Ator em Filme para Televisão, Mini-Série ou Especial Dramático         | Venceu    |
| 2014 | Luther                                               | Primetime Emmy Award de Melhor Ator Principal em Minissérie ou Filme                                | Indicado  |
| 2015 | Luther e No Good Deed                                | Prêmio BET de Melhor Ator                                                                           | Indicado  |
| 2015 | Beasts of No Nation                                  | Prêmio Washington DC Area Film Critics Association de Melhor Ator Coadjuvante                       | Venceu    |
| 2015 | Beasts of No Nation                                  | Prêmio Circuito Comunidade Prêmio de Melhor Ator Coadjuvante                                        | Indicado  |
| 2015 | Beasts of No Nation                                  | Prêmio BAFTA de Melhor Ator Coadjuvante                                                             | Indicado  |
| 2015 | Beasts of No Nation                                  | Prêmio Globo de Ouro de Melhor Ator Coadjuvante - Filme                                             | Indicado  |
| 2015 | Beasts of No Nation                                  | Prêmio Indiana Film Journalists Association de Melhor Ator Coadjuvante                              | Indicado  |
| 2015 | Beasts of No Nation                                  | Independent Spirit de melhor ator coadjuvante                                                       | Venceu    |
| 2015 | Beasts of No Nation                                  | Prêmio Kermode de Melhor Ator                                                                       | Venceu    |
| 2015 | Beasts of No Nation                                  | Prêmio Screen Actors Guild por Desempenho de Destaque por um ator masculino em um papel coadjuvante | Venceu    |
| 2015 | Beasts of No Nation                                  | Prêmio Screen Actors Guild por Melhor Desempenho de um Elenco em um Filme                           | Indicado  |
| 2015 | Luther                                               | Prêmio Globo de Ouro de Melhor Ator - Minissérie ou Filme para Televisão                            | Indicado  |
| 2015 | Luther                                               | Prêmio da Critics 'Choice Television de Melhor Ator em Filme / Minissérie                           | Venceu    |
| 2015 | Luther                                               | Screen Actors Guild Award por Melhor Desempenho de Ator em Minissérie ou Filme para Televisão       | Venceu    |
| 2016 | Luther                                               | BAFTA de Melhor Ator em Televisão                                                                   | Indicado  |
| 2016 | Luther                                               | Primetime Emmy Award de Melhor Ator Principal em Minissérie ou Filme                                | Indicado  |
| 2017 | The Jungle Book                                      | Prêmio NAACP Image por Melhor Performance de Voice-Over de Personagem                               | Venceu    |
| 2017 | The Jungle Book                                      | Prêmio Black Reel por Melhor Performance de Voz                                                     | Venceu    |
| 2017 | Zootopia                                             | Prêmio Black Reel por Melhor Performance de Voz                                                     | Indicado  |
| 2017 | Finding Dory                                         | Prêmio Black Reel por Melhor Performance de Voz                                                     | Indicado  |
| 2017 | Star Trek Beyond                                     | Prêmio Kids' Choice para Vilão Favorito                                                             | Indicado  |

## Filmografia

### Filmes
| Ano  | Titulo                           | Função                     | Notas                                           |
| ---- | -------------------------------- | -------------------------- | ----------------------------------------------- |
| 1999 | Belle maman                      | Grégoire                   |                                                 |
| 2000 | Sorted                           | Jam                        |                                                 |
| 2001 | Buffalo Soldiers                 | Kimborough                 |                                                 |
| 2003 | One Love                         | Aaron                      |                                                 |
| 2005 | The Gospel                       | Charles Frank              |                                                 |
| 2005 | Sometimes in April               | Augustin                   |                                                 |
| 2007 | Daddy's Little Girls             | Monty James                |                                                 |
| 2007 | The Reaping                      | Ben                        |                                                 |
| 2007 | 28 Weeks Later                   | General Stone              |                                                 |
| 2007 | American Gangster                | Tango                      |                                                 |
| 2007 | This Christmas                   | Quentin Whitfield          |                                                 |
| 2008 | Prom Night                       | Detective Winn             |                                                 |
| 2008 | RocknRolla                       | Mumbles                    |                                                 |
| 2008 | The Human Contract               | Larry                      |                                                 |
| 2009 | The Unborn                       | Arthur Wyndham             |                                                 |
| 2009 | Obsessed                         | Derek Charles              |                                                 |
| 2010 | Legacy                           | Malcolm Gray               | Também produtor executivo                       |
| 2010 | The Losers                       | Roque                      |                                                 |
| 2010 | Takers                           | Gordon Cozier              |                                                 |
| 2011 | Thor                             | Heimdall                   |                                                 |
| 2011 | Ghost Rider: Spirit of Vengeance | Moreau                     |                                                 |
| 2012 | Prometheus                       | Capitão Janek              |                                                 |
| 2013 | Pacific Rim                      | Stacker Pentecost          |                                                 |
| 2013 | Thor: The Dark World             | Heimdall                   |                                                 |
| 2013 | Mandela: Long Walk to Freedom    | Nelson Mandela             |                                                 |
| 2014 | No Good Deed                     | Colin Evans                | Também produtor executivo                       |
| 2014 | Second Coming                    | Mark                       |                                                 |
| 2015 | The Gunman                       | DuPont                     |                                                 |
| 2015 | Avengers: Age of Ultron          | Heimdall                   |                                                 |
| 2015 | Beasts of No Nation              | Comandante                 |                                                 |
| 2016 | Zootopia                         | Chefe Bogo                 | Voz                                             |
| 2016 | The Jungle Book                  | Shere Khan                 | Voz                                             |
| 2016 | Bastille Day                     | Sean Briar                 | Também conhecido como The Take                  |
| 2016 | Finding Dory                     | Fluke                      | Voz                                             |
| 2016 | 100 Streets                      | Max                        |                                                 |
| 2016 | Star Trek Beyond                 | Krall / Balthazar Edison   |                                                 |
| 2017 | The Dark Tower                   | Roland Deschain            |                                                 |
| 2017 | Molly's Game                     | Charlie Jaffey             |                                                 |
| 2017 | The Mountain Between Us          | Ben Bass                   |                                                 |
| 2017 | Thor: Ragnarok                   | Heimdall                   |                                                 |
| 2018 | Avengers: Infinity War           | Heimdall                   | Cameo                                           |
| 2018 | Yardie                           | —                          | Diretor, longa-metragem de estreia como diretor |
| 2019 | Fast & Furious: Hobbs & Shaw     | Brixton Lore               |                                                 |
| 2019 | Cats                             | Macavity                   |                                                 |
| 2020 | Concrete Cowboy                  | Harp                       |                                                 |
| 2021 | The Suicide Squad                | Robert DuBois / Bloodsport |                                                 |
| 2021 | The Harder They Fall             | Rufus Buck                 |                                                 |
| 2022 | Sonic the Hedgehog 2             | Knuckles the Echidna       | Voz                                             |
| 2022 | Three Thousand Years of Longing  | Djinn                      |                                                 |
| 2022 | Thor: Love and Thunder           | Heimdall                   | Cena pós-créditos, não creditado                |
| 2022 | Beast                            | Dr. Nate Samuels           | Pós-produção                                    |
| 2022 | Luther                           | DCI John Luther            | Pós-produção                                    |

### Televisão
| Ano        | Titulo                                      | Função                       | Notas                                                 |
| ---------- | ------------------------------------------- | ---------------------------- | ----------------------------------------------------- |
| 1994       | 2point4 Children                            | Instrutor de pára-quedas     | Episode: "Fortuosity"                                 |
| 1994       | Space Precinct                              | Entregador de pizza          | Episode: "Double Duty"                                |
| 1994–1995  | The Bill                                    | Earl Lee, Alex Mason         | 2 episodes                                            |
| 1995       | Absolutely Fabulous                         | Hilton                       | Episode: "Sex"                                        |
| 1995       | Bramwell                                    | Charlie Carter               | Episode: "The Outcast's Baby"                         |
| 1996       | The Governor                                | Oficial Chiswick             | 6 episodes                                            |
| 1996       | Crocodile Shoes II                          | Jo-Jo                        | Episode: "Troubled Man"                               |
| 1996       | The Ruth Rendell Mysteries                  | Raffy, controlador de pragas | 4 episodes                                            |
| 1996       | Crucial Tales                               | Benton                       | Episode: "Spiders and Flies"                          |
| 1997       | Insiders                                    | Robinson Bennett             | 6 episodes                                            |
| 1997       | Family Affairs                              | Tim Webster                  | 7 episodes                                            |
| 1997       | Silent Witness                              | Charlie                      | Episode: "Blood, Sweat & Tears"                       |
| 1998       | Verdict                                     | PC Brian Rawlinson           | Episode: "Neighbours from Hell"                       |
| 1998       | Ultraviolet                                 | Vaughan Rice                 | 6 episodes                                            |
| 1999       | Dangerfield                                 | Matt Gregory                 | 12 episodes                                           |
| 2000       | In Defence                                  | PC Paul Fraser               | Episode #1.3                                          |
| 2001       | London's Burning                            | Cpl. Richard Frost           | 2 episodes                                            |
| 2001       | Law & Order                                 | Lonnie Liston                | Episode: "3 Dawg Night"                               |
| 2002       | The Inspector Lynley Mysteries              | Robert Gabriel               | Episode: "Payment in Blood"                           |
| 2002       | Hack                                        | Mac Boone                    | Episode: "My Alibi"                                   |
| 2002–2004  | The Wire                                    | Russell "Stringer" Bell      | 37 episodes                                           |
| 2003       | CSI: Miami                                  | Angelo Sedaris               | Episode: "The Best Defense"                           |
| 2003       | Queens Supreme                              | Carla                        | Episode: "Mad About You"                              |
| 2003       | Soul Food                                   | Smitty                       | Episode: "Sacrifice Fly"                              |
| 2005       | Girlfriends                                 | Paul                         | Episode: "All in a Panic"                             |
| 2005       | Sometimes in April                          | Augustin Muganza             | Filme para televisão                                  |
| 2005       | Jonny Zero                                  | Hodge                        | Episode: "To Serve and to Protect"                    |
| 2006       | All in the Game                             | Paul                         | Filme para televisão                                  |
| 2008       | The No. 1 Ladies' Detective Agency          | Charles Gotso                | Episode: "The No. 1 Ladies' Detective Agency"         |
| 2009       | The Office                                  | Charles Miner                | 7 episodes                                            |
| 2010       | The Big C                                   | Lenny                        | 4 episodes                                            |
| 2010       | Walk Like a Panther                         | —                            | Produtor executivo                                    |
| 2010–2019  | Luther                                      | DCI John Luther              | 20 episodes; também produtor associado                |
| 2011       | Aqua Teen Hunger Force                      | Policial                     | Voz; Episode: "Intervention"                          |
| 2011       | How Hip Hop Changed the World               | —                            | Produtor executivo                                    |
| 2011       | Demons Never Die                            | —                            | Produtor executivo                                    |
| 2012       | Idris Elba's How Clubbing Changed the World | Ele mesmo (anfitrião)        | Documentário de televisão                             |
| 2013       | Idris Elba: King of Speed                   | Ele mesmo (anfitrião)        | 2 episodes                                            |
| 2013, 2015 | Playhouse Presents                          | Pai de Akuna, Narrador       | Também escreveu e dirigiu "The Pavement Psychologist" |
| 2015       | Idris Elba: No Limits                       | Ele mesmo (anfitrião)        | 4 episodes                                            |
| 2017       | Guerrilla                                   | Kentoro "Kent" Abbasi        | 4 episodes; também produtor executivo                 |
| 2017       | Five by Five                                | Alpha Ash                    | 2 episodes; também produtor executivo                 |
| 2017       | Idris Elba: Fighter                         | Ele mesmo (anfitrião)        | Minisséries; também produtor executivo                |
| 2017       | The Best FIFA Football Awards 2017          | Ele mesmo (anfitrião)        | Especial de televisão                                 |
| 2018–2020  | In the Long Run                             | Walter Easmon                | 19 episodes; também criador                           |
| 2018       | The Best FIFA Football Awards 2018          | Ele mesmo (anfitrião)        | Especial de televisão                                 |
| 2019       | Saturday Night Live                         | Ele mesmo (anfitrião)        | Episode: "Idris Elba/Khalid"                          |
| 2019       | Turn Up Charlie                             | Charlie Ayo                  | 8 episodes; também criador e produtor executivo       |
| 2020       | Coronavirus, Explained                      | Narrador                     | Episode: "How to Cope"                                |
| 2020       | Idris Elba Meets Paul McCartney             | Ele mesmo                    | Especial de 60 minutos da BBC                         |
| TBA        | Knuckles                                    | Knuckles the Echidna         | Voz, protagonista                                     |

### Vídeo games
| Ano  | Titulo                          | Função                | Notas                    |
| ---- | ------------------------------- | --------------------- | ------------------------ |
| 2011 | Call of Duty: Modern Warfare 3  | SFC "Truck"           | [ 114 ]                  |
| 2014 | FIFA 15                         | Voz em trailer da E3  |                          |
| 2016 | Tom Clancy's Rainbow Six: Siege | Anúncios na televisão |                          |
| 2019 | NBA 2K20                        | Treinador Ernie Ames  | História MyCAREER        |
| 2023 | Cyberpunk 2077                  | Solomon Reed          | Expansão Phantom Liberty |

### Vídeos músicais
| Ano  | Artista                          | Titulo               | Função    | Notas                        |
| ---- | -------------------------------- | -------------------- | --------- | ---------------------------- |
| 2012 | Mumford & Sons                   | "Lover of the Light" | Blind Man | Também co-diretor e produtor |
| 2012 | Giggs                            | "Hustle On"          | Driver    | Também produtor              |
| 2014 | K. Michelle                      | "***"                | —         | Diretor                      |
| 2016 | Macklemore                       | "Dance Off"          | Ele mesmo | Artista convidado            |
| 2019 | Wiley, Sean Paul, & Stefflon Don | "Boasty"             | Ele mesmo | Artista convidado            |
| 2019 | Stormzy                          | "Vossi Bop"          | Ele mesmo | Cameo                        |

## Discografia
Álbuns
- 2015: Murdah Loves John (The John Luther Character Album)[115]

Extended plays
- 2006: Big Man
- 2009: Kings Among Kings
- 2010: High Class Problems Vol. 1
- 2014: Idris Elba Presents Mi Mandela
- 2022: Cordi Elba (com Lime Cordiale)[116]

Remixes
- "Trust in Me"
- "The Bare Necessities"

Mixtapes
- 2011: Merry DriisMas Holiday Mixtape

Outras aparições
- 2019: "London Boy" de Taylor Swift — A introdução da música mostra trecho de uma entrevista de Elba.
- 2019: "Party & BullShit" de Sarkodie – Ele foi apresentado na música[117]
- 2020: "Fear or Faith Pt. 2" de Future Utopia from do álbum 12 Questions.[118]
- 2021: "Long Tailed Winter Bird (Idris Elba Remix)" de Paul McCartney do álbum McCartney III Imagined.[119]

Singles em destaque
| Titulo                                                                             | Ano  | Posições do gráfico de pico | Posições do gráfico de pico | Certificações   | Álbum                      |
| Titulo                                                                             | Ano  | Reino Unido                 | AUS                         | Certificações   | Álbum                      |
| ---------------------------------------------------------------------------------- | ---- | --------------------------- | --------------------------- | --------------- | -------------------------- |
| "Dance Off" (Macklemore & Ryan Lewis featuring Idris Elba e Anderson .Paak)        | 2016 | —                           | 7                           | - ARIA: Platina | This Unruly Mess I've Made |
| "Boasty" (Wiley, Stefflon Don e Sean Paul featuring Idris Elba)                    | 2019 | 11                          | —                           | - BPI: Platina  | Singles sem álbum          |
| "Come Alive" (Wrenne featuring Idris Elba)                                         | 2019 | —                           | —                           |                 | Singles sem álbum          |
| "New Breed" (James BKS featuring Q-Tip, Idris Elba e Little Simz)                  | 2019 | —                           | —                           |                 | Singles sem álbum          |
| "Apple Crumble" (com Lime Cordiale)                                                | 2021 | —                           | —                           |                 | Cordi Elba                 |
| "—" denota uma gravação que não foi traçada ou não foi lançada naquele território. |      |                             |                             |                 |                            |